# Jan Kochanowski
Pour les articles homonymes, voir Kochanowski.
Jan Kochanowski, armoiries Korwin (en), né le 6 juin 1530 à Sycyna et mort le 22 août 1584 à Lublin, est un humaniste, poète et philosophe polonais de la Renaissance, considéré comme le père fondateur de la poésie polonaise. Il a apporté une contribution majeure à la codification de la langue polonaise contemporaine.

## Biographie

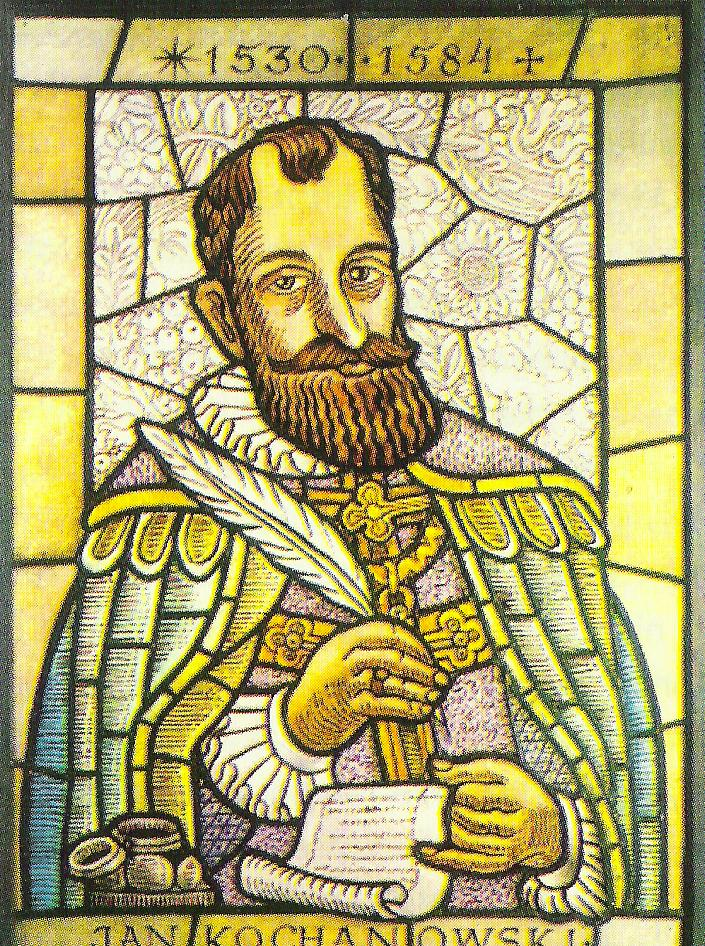
Un vitrail moderne en Collegium Novum de l'université Jagellonne

Né dans le fief de la famille à Sycyna près de Radom, Jan Kochanowski appartient à la petite noblesse de propriétaires terriens. Fils de Piotr Kochanowski, avocat et juge de Sandomierz et d'Anna Białaczowska, il a onze frères et sœurs. Kochanowski s’instruit à l'université de Cracovie, à l'université de Königsberg et à l'université de Padoue. Pendant ses études, il acquiert une parfaite connaissance du grec et du latin (la moitié de son œuvre est écrite dans cette langue). Il développe également une certaine distance par rapport au fait religieux. Il partage, d'ailleurs, ce caractéristique avec ses compatriotes. La Pologne du XVIe siècle est connue pour sa très grande tolérance religieuse, scellée par la loi promulguée lors de la confédération de Varsovie de 1573 .
Pendant ses études à Königsberg 1556-1559, il séjourne à la cour d'Albrecht de Prusse, le prince prussien et sénateur polonais, qui est alors probablement son mécène. Le prince Albrecht est aussi un grand et puissant protecteur de la Réforme polonaise.
Kochanowski voyage ensuite en Italie. À Padoue où il séjourne à trois reprises (1552-1555, 1556-1557 et 1558-1559), il étudie sous la direction de grands humanistes de l'époque comme Bernardino Tomitano ou Francesco Robortello et il se lie d'amitié durable avec des humanistes polonais qui y séjournent également : Łukasz Górnicki, Stanisław Porębski, Andrzej Nidecki.
En rentrant d'Italie en 1559 il visite la France et l'Allemagne. À Paris, il rencontre Pierre de Ronsard.
Après son retour au pays en 1559, Kochanowski entame une carrière de secrétaire auprès d'éminentes familles aristocratiques polonaises : Tarnowski (en), Tęczyński (en) et Firlej (en). En 1563, grâce à la protection de l'évêque de Cracovie Piotr Myszkowski, Kochanowski devient secrétaire à la cour royale de Zygmunt II August et obtient les cures de Poznań et Zwoleń ce qui lui assure des revenus confortables. En 1567, il accompagne le roi lors de manœuvres militaires en Lituanie dirigées contre Ivan le Terrible et à la Diète qui se tient à Lublin en 1568 et en 1569 et au cours de laquelle l'acte est conclu l'union de Lublin, instituant la république des Deux Nations.
Après la mort sans descendance de Zygmunt II August, Kochanowski est partisan de l'élection d'Henry de Valois et il participe à son couronnement en 1573. Déçu après l'évasion honteuse du roi qui s'enfuit quelques mois plus tard pour ceindre la couronne de France, Kochanowski se retire de la vie de cour. Il n'y retourna plus, bien qu'il approuve la personne et les concepts politiques du nouveau roi Stefan Batory.
Il s'installe à Czarnolas, la propriété de son père et il épouse Dorota Podlodowska qui lui donne six filles dont trois sont mortes dans l'enfance. Seulement après la mort subite du poète à l'âge de 54 ans, Dorota donne naissance à leur fils. Malgré la tragédie de la mort des enfants, la période de Czarnolas est emplie d'harmonie et de paix.
Kochanowski décède d'une crise cardiaque en 1584 à Lublin. C'est donc là que se déroulent les cérémonies funéraires, en présence du roi Stefan Batory et de nombreux dignitaires laïcs et membres du clergé.
Kochanowski est enterré dans la chapelle de l'église de Zwoleń, à côté de ses parents, où se trouve encore aujourd'hui une pierre tombale avec son effigie.
Son manoir de Czarnolas du XVIe siècle abrite aujourd'hui le musée du poète.

## Fondateur de la poésie polonaise
Kochanowski commence à écrire pendant son séjour en Italie. Il compose alors des poèmes en latin et en polonais. La langue polonaise d'avant Kochanowski et après lui n'est plus la même. La grammaire et le lexique qu’il utilise sont restées dans l’usage jusqu'à aujourd'hui. Ce qui n’est pas le cas du poète et son quasi contemporain Mikołaj Rej. En trente ans d'activité poétique, Kochanowski accomplit une véritable révolution linguistique. Il fixe également les formes poétiques : vers strictement syllabique de onze ou treize syllabes, imitant le vers latin, rime dite féminine, c’est-à-dire avec la dernière syllabe inaccentuée. Il faudra attendre la première moitié du XIXe siècle pour qu'un autre grand poète polonais, Adam Mickiewicz, fasse évoluer cette norme.

## Poète de la Renaissance
Les opinions politiques de Kochanowski se caractérisent par ce qui constitue l'essence de sa vision du monde : la modération, le sens de l'harmonie et le besoin d'ordre. Dans un monde parfait créé par Dieu, il aimerait voir une société parfaite fondée sur l'harmonie, l'amitié et le souci du bien commun. Il est donc modérément réformateur et modérément catholique. Bien que critique de la noblesse, il évite l'exagération et la férocité dans la discussion.
Kochanowski écrit deux livres d’Hymnes où le poète célèbre des valeurs humanistes. 

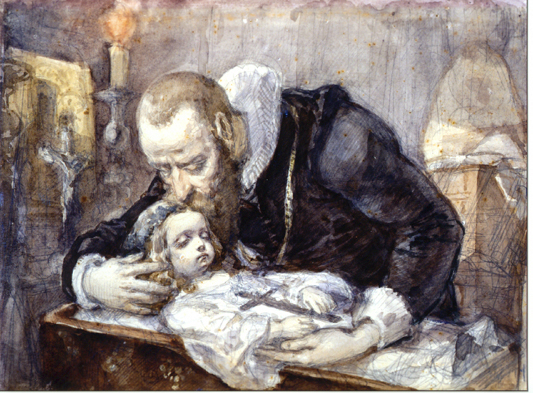
Kochanowski avec sa fille morte- Urszula; une illustration de Thrènes

Lorsqu'il écrivit l'hymne Czego chcesz od nas, Panie, za Twe hojne dary (Que voulez-vous de nous, Seigneur pour vos dons généreux), il juxtaposa les idées catholiques avec les idées protestantes en formulant une belle expression de la gratitude de l'homme envers son créateur pour la beauté et l'harmonie du monde. Le Dieu de Kochanowski est un grand artiste qui crée la richesse de la nature et la beauté de toute existence. Dépourvu d'attributions traditionnelles du culte catholique, l'hymne devient populaire tant auprès des catholiques qu'auprès des protestants.
Parmi ces plus grandes œuvres de Kochanowski se trouve Psałterz Dawidów (Psaumier de David) qui est une paraphrase poétique des psaumes. Le compositeur polonais Mikołaj Gomółka les mettra en musique en 1580. Les psaumes ont déjà été traduits en polonais par Mikołaj Rej, mais Kochanowski leur donne cette forme et l'esprit de Renaissance selon lequel le concept de Dieu dépasse une seule religion. À l’époque des polémiques religieuses de la Réforme et de la Contre-Réforme, le Psautier remplit donc une fonction œcuménique unique et le roi Stefan Batory accorde un privilège spécial d'exclusivité d'impression de cette œuvre à l'imprimerie de Lazare (pl) de Cracovie. Le Psaumier, utilisé par toutes les confessions chrétiennes en Pologne, aura une trentaine d'éditions jusqu'au milieu du XVIIIe siècle.
Kochanowski est aussi l'auteur d'une pièce de théâtre « à l’antique », écrite selon les règles du théâtre grec. Odprawa posłów greckich (Renvoi des messagers grecs) pose la question de la responsabilité des dirigeants dans le destin de la nation. La pièce est mise en scène pour la première fois à Ujazdów (pl) près de Varsovie le 12 janvier 1578, devant le roi Stefan Batory et la reine Anna Jagellon, à l'occasion du mariage du chancelier Jan Zamojski avec Krystyna Radziwiłł.
Tout au long de sa vie, Kochanowski écrit des épigrammes qu’il appelle des Fraszki (Bagatelles) sans doute de l’italien frasche. Ce sont de petits poèmes où il aborde tous les thèmes, des plus sérieux aux plus futiles et qui donnent une vive image de l'époque. C'est le seul domaine où le poète se permet parfois une grossièreté de langage bien sarmate.
Le talent lyrique de Kochanowski se révèle pleinement dans les Chants (Pieśni). Ce sont des odes écrits dans le style de Horace, tant dans sa vision du monde que le modèle poétique. Kochanowski en écrit surtout beaucoup à Czarnolas où sa vie du propriétaire terrien lui fait exalter la tempérance.
Mais son plus grand chef-d'œuvre est les Thrènes, un recueil d'élégies dédiées à Urszula, sa fille décédée. Et c’est bien aux Thrènes que Kochanowski doit sa renommée posthume. La mort de sa fille bien aimée est la cause de dépression et une source de doutes quant à l'existence de Dieu. Il y décrit toutes les facettes de la douleur, faisant appel à l’imaginaire antique, aux règles de la poésie funèbre (qu’il détourne) et à la foi chrétienne. Les Thrènes contiennent donc des lamentations proprement dites, des réflexions et, pour finir, une consolation.
Un ennemi secret embrouille nos destins. Qui ne ménage ni les bons ni les coquins. (Thrène XI)
Les Thrènes qui paraissent en 1580 sont sa dernière grande œuvre.

## Œuvres principales
- Renvoi des messagers grecs (Odprawa posłów greckich, 1578)
- Psaumes de David (Psałterz Dawidów, 1579)
- Thrènes (Treny, 1580)
- Bagatelles (Fraszki, publiés après sa mort en 1584)
- Chants (Pieśni, publiés après sa mort en 1586)

## Traduit en français
- (pl + la + fr) Jan Kochanowski, La Vie qu'il faut choisir, traduction d'Alice-Catherine Carls, La Différence, « Orphée », 1992
- (fr) Thrènes de Jean Kochanowski (1530-1584), traduction de Lucien Roquigny, préface d'Adolphe van Bever, réimpression de l'édition de 1919, 2018  (ISBN 978-2-01-993622-8)